# Distichopora foliacea
Distichopora foliacea is een hydroïdpoliep uit de familie Stylasteridae. De poliep komt uit het geslacht Distichopora. Distichopora foliacea werd in 1868 voor het eerst wetenschappelijk beschreven door Pourtalès. 